# Свети Архангел Михаил (Горановци)
Вижте пояснителната страница за други значения на Свети архангел Михаил.
„Свети Архангел Михаил“ е средновековна българска църква край село Горановци, община Кюстендил.

## Местоположение
Църквата се намира на 2 km северно от село Горановци и на 17 km от град Кюстендил, вдясно от шосето за село Долно Уйно, на десния бряг на река Драговищица.

## История
Църквата е изградена върху основи на по-стара църква. Някои автори предполагат, че старата църква е била разрушена в XII век, по време на печенежките нашествия.

## Архитектура
Градежът е от ломени камъни, споени с бял хоросан. Представлява малка еднокорабна и едноапсидна църква с дължина 6,85 и ширина 4,35 m, без притвор. На изток завършва с полукръгла апсида. Покрита е била с полуцилиндричен свод, който сега е възстановен. Може би е имала купол (на южната стена е изобразен светия с модел на църква в ръка). Вътрешните надлъжни стени са разчленени от три слепи аркирани ниши. Западната стена е оформена със засводена ниша с анти. Цялата вътрешност на църквата е била изписана. Сега стенописи са запазени само в долната част на стените.
Асен Василиев датира живописта от XIV век, Вера Иванова-Мавродинова я отнася към XVI – XVII век. Вероятно самата църква е изградена през XIII век, за което свидетелства намереният в непосредствена близост монетен материал. Тази датировка се подкрепя и от наличието на зидана олтарна преграда, следи от която са запазени и до днес.
В миналото църквата е била част от малък манастир. Не са запазени исторически данни за времето на основаването му. В подробния османски регистър за Кюстендилския санджак от 1570 г. манастирът е описан като действащ и заедно със с. Горановци е в състава на нахията Ълъджа (Кюстендил). Неслучайно и местността, в която се намира църквата се нарича „Манастирчето“.
Църквата е художествен паметник на културата с категория „национално значение“ (ДВ, бр. 57/1969).
Храмовият празник е на Архангеловден – 8 ноември.